# PhilPapers
PhilPapers est une base de données académique interactive d'articles de revues en philosophie. Il est géré par le Centre for Digital Philosophy de l'Université de Western Ontario et, en 2022, il compte «394 867 utilisateurs enregistrés, dont la majorité de philosophes professionnels et d'étudiants diplômés». Les rédacteurs généraux sont ses fondateurs, David Bourget et David Chalmers.
PhilPapers reçoit le soutien financier d'autres organisations, y compris une subvention substantielle début 2009 du Joint Information Systems Committee au Royaume-Uni. Les archives sont louées pour leur exhaustivité et leur organisation, et pour leurs mises à jour régulières. En plus d'archiver les articles, les éditeurs dirigent et publient la plus vaste enquête en cours sur les philosophes universitaires.